# Nathan McIver
Nathan McIver (* 6. Januar 1985 in Summerside, Prince Edward Island) ist ein ehemaliger kanadischer Eishockeyspieler und derzeitiger -trainer, der im Verlauf seiner aktiven Karriere zwischen 2002 und 2016 unter anderem 538 Spiele in der American Hockey League (AHL) auf der Position des Verteidigers bestritten hat. Darüber hinaus absolvierte McIver weitere 36 Partien für die Vancouver Canucks und Anaheim Ducks in der National Hockey League (NHL). Seit seinem Karriereende ist er als Trainer tätig.

## Karriere

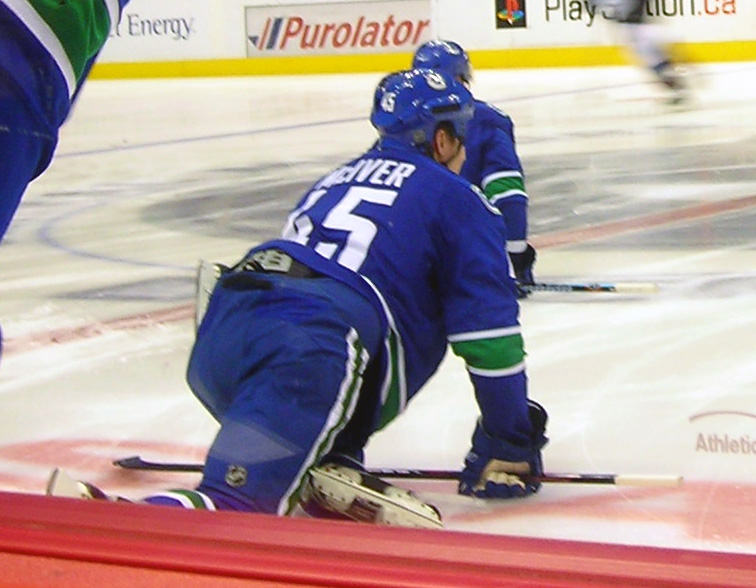
Nathan McIver im Trikot der Vancouver Canucks (2008)

Nathan McIver startete seine Karriere bei den Toronto St. Michael’s Majors, die ihn zuvor in der zweiten Runde der Priority Selection 2002 der Ontario Hockey League (OHL) ausgewählt hatten. Der Verteidiger sammelte in Toronto drei Jahre lang Erfahrungen als Stammkraft. In seiner dritten und zugleich letzten Saison in Toronto gelangen ihm 26 Scorerpunkte, darunter vier Tore, so dass er in das OHL Third All-Star Team berufen wurde. Während des NHL Entry Draft 2003 wurde McIver in der achten Runde als insgesamt 254. Spieler von den Vancouver Canucks  aus der National Hockey League (NHL) ausgewählt.
Mit Beginn der Saison 2005/06 kam der Kanadier jedoch ausschließlich im Farmteam der Canucks, den Manitoba Moose, zum Einsatz, bei denen er in der American Hockey League (AHL) seine erste Spielzeit im professionellen Eishockey absolvierte. Aufgrund einer Verletzung im Profiteam der Canucks gab McIver in der Saison 2006/07 sein Debüt in der NHL. In der folgenden Spielzeit kam es immer wieder zu Engpässen in Vancouvers Verteidigung, so dass McIver insgesamt 17 Spiele im NHL-Team bestreiten durfte. Im Sommer 2008 spielte McIver in drei Vorbereitungsspielen für die Canucks, ehe er über die Waiver-Liste von den Anaheim Ducks ausgewählt wurde, die damit seinen laufenden Vertrag übernahmen. In der Saison 2008/09 konnte er auch seinen ersten Assist für die Ducks feiern, nachdem er zuvor in 18 Spielen für Vancouver punktlos geblieben war. Bereits Anfang Februar 2009 kehrte McIver im Tausch für Mike Brown zu den Canucks zurück. Diese setzten ihn bis zum Saisonende 2009/10 im Farmteam bei den Manitoba Moose ein. Im Juli 2010 unterschrieb er als Free Agent einen Kontrakt bei den Boston Bruins und McIver kam in der Folge für deren AHL-Kooperationspartner Providence Bruins regelmäßig zum Einsatz. Für Boston blieb er ebenso wenig ohne Einsatzminuten wie in der Folgesaison, als er – ebenfalls als Free Agent – ein Arbeitsverhältnis mit den New York Islanders eingegangen war. Er spielte dort ausschließlich in der AHL für die Bridgeport Sound Tigers.
Vor der Spielzeit 2013/14 war der Abwehrspieler abermals ein Free Agent und schloss sich im Oktober 2013 den Hamilton Bulldogs aus der AHL an. Dort verbrachte er ebenso ein Spieljahr wie in der folgenden Saison bei den Norfolk Admirals. Zum Spieljahr 2015/16 suchte McIver mit dem Wechsel zum schottischen Klub Braehead Clan aus der britischen Elite Ice Hockey League (EIHL) eine neue Herausforderung. Im Sommer 2016 beendete der 31-Jährige seine aktive Karriere. Er wurde daraufhin von den Oshawa Generals aus der OHL als Assistenztrainer verpflichtet. Diese Position übte er in den folgenden vier Jahren aus, ehe er das Franchise verließ, da die OHL-Spielzeit 2020/21 der COVID-19-Pandemie zum Opfer fiel und kein Spielbetrieb stattfand. Zur Saison 2021/22 kehrte er als Assistenztrainer der Newfoundland Growlers aus der ECHL ins Geschäft zurück. Nach zweijähriger Tätigkeit dort, wechselte er zur Saison 2023/24 in gleicher Funktion zu den Belleville Senators in die AHL.

## Erfolge und Auszeichnungen
- 2005 OHL Third All-Star Team

## Karrierestatistik
(Legende zur Spielerstatistik: Sp oder GP = absolvierte Spiele; T oder G = erzielte Tore; V oder A = erzielte Assists; Pkt oder Pts = erzielte Scorerpunkte; SM oder PIM = erhaltene Strafminuten; +/− = Plus/Minus-Bilanz; PP = erzielte Überzahltore; SH = erzielte Unterzahltore; GW = erzielte Siegtore; 1 Play-downs/Relegation; Kursiv: Statistik nicht vollständig)